# Alvinofilia

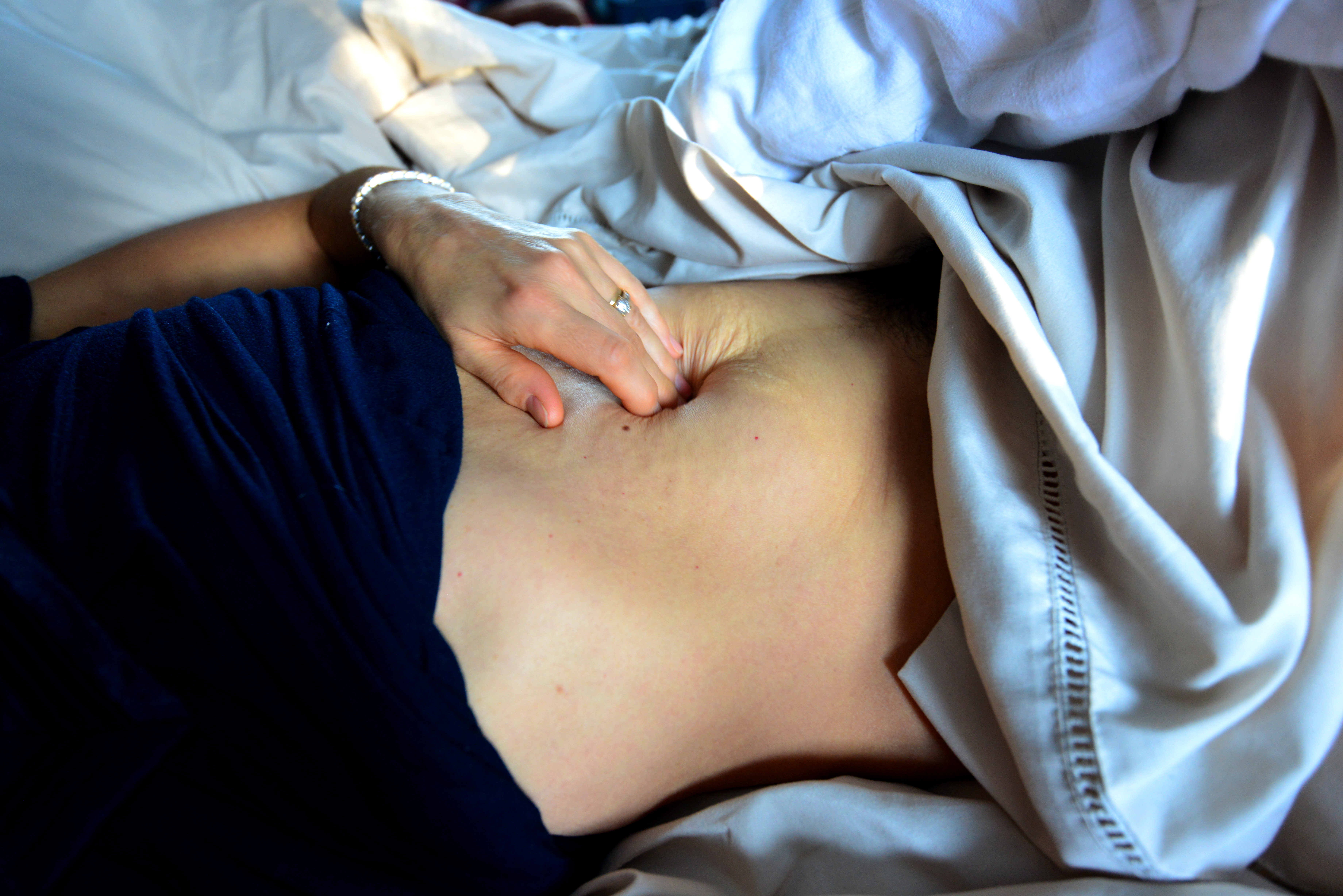
Palcówka pępka

Alvinofilia (także: fetyszyzm pępka) – partializm, w którym bodźcem seksualnym jest ludzki pępek. Osoba praktykująca alvinofilię to alvinofil.

## Bodźce
Fetyszysta pępka może odczuwać podniecenie seksualne pod wpływem różnych bodźców, w tym słów kluczowych, myśli lub określonych form fizycznej interakcji z pępkiem.

### Kontakt fizyczny
Okolice pępka to strefa erogenna o zwiększonej wrażliwości, która dotknięta palcem lub czubkiem języka może wywołać doznania erotyczne. Osoby będące łaskotliwe w tym obszarze mogą czuć się podniecone przez łaskotanie lub drażnienie piórkiem, kwiatem czy źdźbłem trawy. Powszechną praktyką wśród alvinofilów jest także palcówka pępka.
Niektórzy fetyszyści pępka uważają za podniecające konkretne akty fizycznego kontaktu. Do czynności fizycznych tego typu zalicza się lizanie pępka, smarowanie go balsamem do ciała lub olejkiem do opalania, a także wylewanie nań i wokół niego substancji takich jak szampan, miód, sos czekoladowy lub bita śmietana, a następnie jego lizanie lub ssanie. Podobnie, lizanie językiem okolic pępka pod wodą może wywołać doznania erotyczne, podobnie, jak położenie kostki lodu na pępku lub pocieranie go nią.

Niektórzy alvinofile, będący entuzjastami BDSM, wykonują tortury pępka, czyli serie czynności zadających ból, takich jak ssanie lub wyciąganie pępka (często przy użyciu strzykawki), umieszczanie w nim gorącego oleju lub wosku czy wbijanie w niego szpilek. 

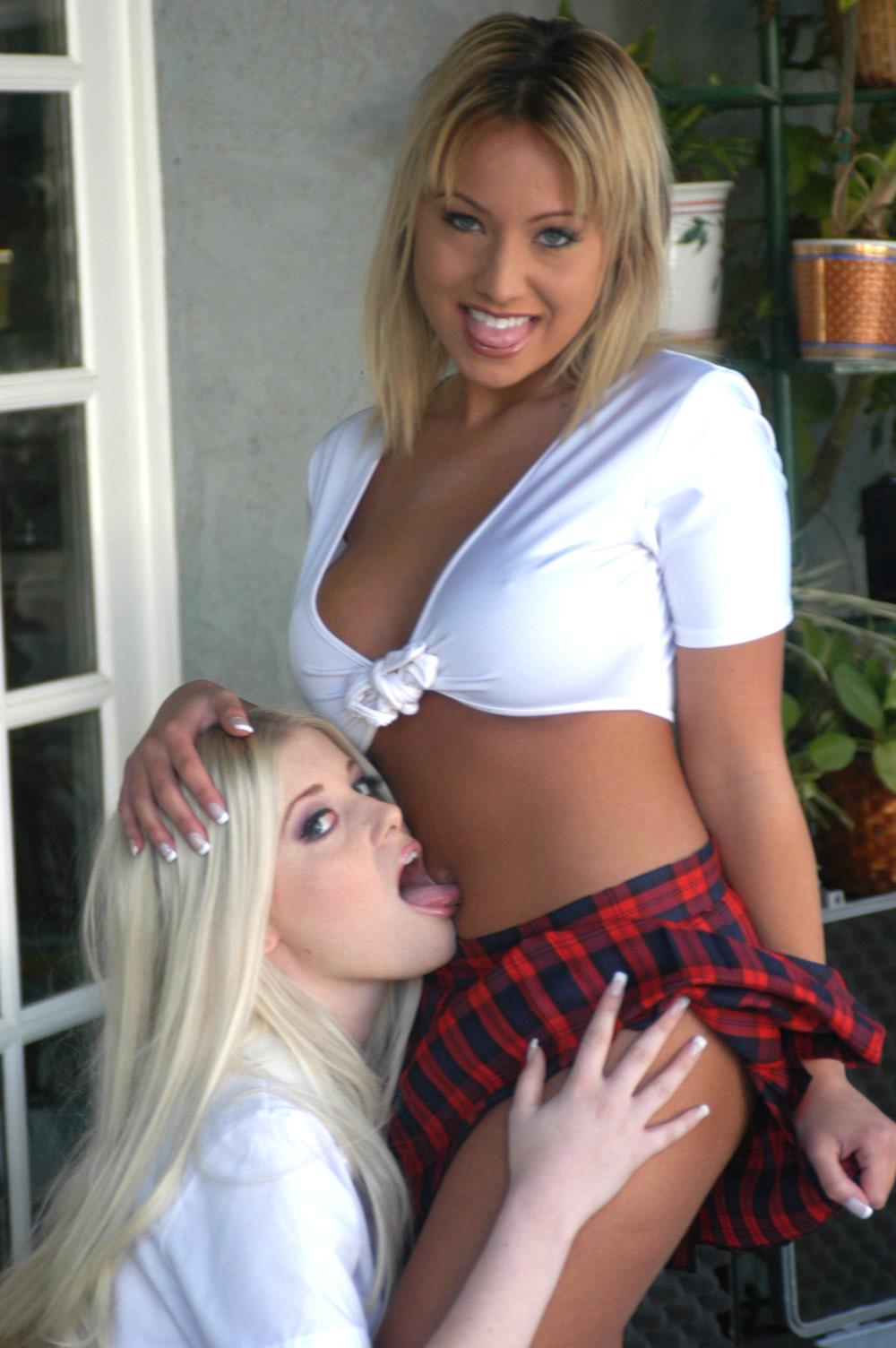
Lizanie pępka podczas nagrywania filmu pornograficznego

### Fantazje erotyczne
Niektórzy alvinofile mogą czuć podniecenie, patrząc na pępek. W przypadku heteroseksualnego mężczyzny-alvinofila kobieta w bikini lub w ubraniu z niskim stanem, odsłaniającym pępek, również jest uważana za podniecającą seksualnie.
Filmy przedstawiające czynności fizyczne związane z fetyszyzmem pępka są bardzo popularne i oglądane na całym świecie.
Tancerki wykonujące taniec brzucha często noszą kolczyki w pępku lub wkładają tam cekiny, aby wyglądać atrakcyjnie podczas występu.
Niektórzy alvinofile fantazjują seksualnie na temat powyższych czynności fizycznych wykonywanych na pępku danej osoby, w celu osiągnięcia satysfakcji seksualnej.

### Literatura
Czasami dzieła literackie skupiające się na pępkach lub mające seksualne znaczenie symboliczne mogą również działać stymulująco na fetyszystów pępka. Jednym z takich dzieł jest książka Navel Revue autorstwa Jaya Hahn-Lonne’a, która stanowi autobiograficzne studium męskiej obsesji na punkcie pępków. W Pieśni nad Pieśniami, znajdują się odniesienia do egzotycznych zjawisk w przyrodzie, a natura jest często przeplatana obrazami erotycznymi. W wylewnej pochwale Salomona na temat jego ukochanej – wiejskiej dziewczyny, Sulamitki – pępek jest wymieniony w następujący sposób: „Pępek twój jako czara toczona, która nigdy nie jest bez napoju. Brzuch twój jak bróg pszenicy otoczony liliami”.
Amerykańska poetka May Swenson w swoim wierszu Little Lion Face napisała: „Teraz mam śmiałość dotknąć twojej spuchniętej szyi, przyłożyć ostrożne usta do śliskich płatków, wciągnąć złoty pyłek do twojego pępka”, a w wierszu August Night napisała: „Twój pępek to mała kałuża w pulsującym przypływie i aura wokół twoich kolan”.
Urodzony w Czechach pisarz Milan Kundera w swojej książce z 2015 r. La fête de l'insignifiance porusza kwestię erotyzmu odsłoniętych kobiecych pępków. Alain, jeden z bohaterów książki, zauważa swojemu przyjacielowi, że większość młodych kobiet w Paryżu nosi koszulki i bluzki odsłaniające brzuch, a pępki są widoczne dla wszystkich. Pępek stał się w rzeczywistości nowym miejscem pożądania.
Robert W. Service w swoim krótkim poemacie Navels napisał: „Mężczyźni mają pępki mniej więcej;...Kobieta jest jak perłowy pierścień...Więc drogie panie, rozpoznajcie, Że dołeczek w waszej talii Ma aprobatę w moich oczach, Przychylność w moim guście...Jak słodki byłby pączek róży w pępku!”.
W starożytnej indyjskiej literaturze sanskryckiej pisarze tacy jak Adi Shankara, Kālidāsa itp. symbolizowali i odnosili się do pępka, opisując piękno hinduskich bogiń.

### Erotyka
W 1970 roku w magazynie Belly Button Magazine, którego tylko dwa numery zostały odzyskane przez Instytut Kinseya, pojawiały się opisy stosunków płciowych z penetracją pępka oraz zdjęcia aktów seksualnych skierowanych w stronę pępka.

## Połączenia z innymi parafiliami
Fetyszyzm pępkowy może współistnieć z fetyszyzmem żołądkowym (alvinolagnią) lub aktami sadomasochistycznymi. Stosunek pępkowy jest powszechnie łączony z fetyszami związanymi z masą ciała.